# В'ячеслав Йордан
В'ячеслав Йордан (рум. Veaceslav Iordan; *12 червня 1966, Кіркеєшть, Каушенський район) — молдовський політик промосковського спрямування, який виконував обов'язки генерального примара Кишинева (січень-червень 2007).

## Біографія
Йордан народився 12 червня 1966 в селі Кіркеєшть Каушенського району Молдови. У 1983 закінчив інженерський факультет Будівельної академії комунального господарства в Харкові. У 1984-1986 перебував на військовій службі в місті Ахалкалакі (Грузія), був начальником радіостанції. Одружений, має трьох дітей.

## Професійна діяльність
- 1993-1998 — інженер в інженерному відділі Готелю «Інтурист» (Кишинів);
- 1998-2000 — начальник служби будівництва цивільних споруд ДП «Молдавська залізниця»;
- 2000-2006 — Заступник генерального директора ДП «Молдавська залізниця», начальник служби капітального будівництва;
- 2005 — нагороджений державною нагородою «Орден Пошани» («Ordinul de Onoare»);
- 2003-2006 — обраний Радником в Кишинівську Муніципальну Раду;
- 2006-2007 — віце-примар Кишинева;
- січень-червень 2007 — виконувач обов'язки генерального примара Кишинева.

На виборах на пост примара Кишинева в 2007 — кандидат від Партії комуністів Республіки Молдова.